# محمد عبد الجواد (ممثل)
محمد عبد الجواد (26 نوفمبر 1963 -)، ممثل مصري ولد في القاهرة. عمل بالمسرح والسينما. تخرج في «المعهد العالي للفنون المسرحية»، اشتهر من خلال دوره في الفيلم التليفزيوني الطريق إلى إيلات.

## أعماله

### مسلسلات
| - ليل أم البنات:2023-عزت - الحلم:2022 - مزاد الشر:2022-عبدالرحيم - الاختيار 2: رجال الظل:2021-أبو حذيفة - الحرير المخملي:2021 - سلسلة أسرار:2021 - نسل الأغراب:2021-ضيف شرف - النهاية:2020-حمدي محسن سالوسه ضيف شرف - بت القبايل:2020-دياب - يوسف الصديق:2019 - سليمان الحكيم:2018 - نسر الصعيد:2018-فخر - طاقة نور:2017-مختار والد إنجي - أزمة نسب:2016 - السبع بنات:2016-سمير والد سامح - أرض النعام:2015-أدهم - أستاذ ورئيس قسم:2015 - خليل الله (إبراهيم عليه السلام):2015 - دكتور أمراض نسا:2014 - العراف:2013-عبدالعزيز الدكروري - القاصرات:2013-عباس - سلسال الدم ج1 (5 أجزاء):2013، 2015، 2016، 2017، 2018-فضل - كان ياما كان: إكرام الميت ج1:2013 - ابن ليل:2012-فتوح - أشجار النار:2012 - أم الصابرين:2012-الزوج - بالأمر المباشر:2012-إسماعيل - ربيع الغضب:2012 - هرم الست رئيسة:2012 - احنا الطلبة:2011-زوج أم لؤي - الزناتي مجاهد:2011-ضيف شرف - المواطن إكس:2011 - مشرفة رجل لهذا الزمان:2011-العالم حسن أفلاطون - أكتوبر الآخر:2010 - السائرون نياما:2010 - شاهد اثبات:2010-نبيل - كليوباترا:2010 - ماما في القسم:2010-صبري - الباطنية:2009-مجدي - الخيول تنام واقفة:2009-سمير - الرجل والطريق:2009 - المصراوية ج2: في الريف والبنادر:2009 | - أنا قلبي دليلي:2009 - دموع في نهر الحب:2009 - عصابة بابا وماما:2009-العيوشي - الدالي ج2، 3:2008، 2011-سمير - العارف بالله الإمام عبدالحليم محمود:2008 - الهاربة ج1:2008 - أيام الرعب والحب:2008 - ثوره وحكايه:2008 - زواج سعيد جدا جدا:2008 - طيارة ورق:2008 - عدّى النّهار:2008 - كلمة حق:2008 - مسك الليل:2008 - وعادت القلوب:2008-مختار - الإمام الشافعي:2007-محمد بن الحسن الشيباني - من أطلق الرصاص على هند علام:2007 - أشباح المدينة:2006 - الإمام المراغي:2006-رشدي - الجبل:2006 - دائرة الاشتباه:2006 - مطعم تشي توتو (المطعم):2006 - نصر السماء:2006 - هو جرى ايه:2006 - الظاهر بيبرس:2005 - المنصورية:2005 - سوق الزلط:2005 - الإمام النسائي:2004-صالح - المهنة طبيب / عيب يا دكتور:2004 - مصر الجديدة:2004-مصطفى لطفي المنفلوطي - نهارك نادي:2004 - أنوار الحكمة:2003 - تعالى نحلم ببكره:2003 - ذنوب الأبرياء:2003 - غداً يوم آخر:2003 - الهـودج:2002-حلواني - أما بعد:2002-رأفت - إمام الدعاة:2002-عبد الرحيم بن الإمام الشعراوي - انظر حولك وابتسم:2002-كامل - أوراق مصرية ج2:2002-علي - جائزة نوفل:2002 - حلم ابن السبيل:2002-شامل زوج صفاء هاشم - رجل على الحافة:2002 | - سيف اليقين:2002-نصر الحاجب - طرح البشر:2002 - فارس العرب:2002-عميد الدولة بن القاسم - لدواعي أمنية:2002-كامل عبدالدايم - الوشم:2001-فؤاد - خالف تعرف:2001 - مقام المالطي:2001 - ملكة من الجنوب:2001 - البصمة:2000 - الفتح المبين:2000-ألفونسو - الفرار من الحب:2000-نبيل - ألف ليلة وليلة: ضوء المكان وبدر التمام:2000-فيروز - حبنا الكبير:2000-المهندس فتحي - عفوا هذا حقي:2000 - الجذور:1999 - أم كلثوم:1999-احمد بدرخان - حلم العمر كله:1999 - سامحوني ماكنش قصدي:1999-خضر السمنودي - نسر الشرق ج1، 2:1999، 2000-ناصر الدين بن شيركوه - هو وغيره:1999 - أسير بلا قيود:1998 - الإمام ابن حزم:1998-حسان - الحب قبل السيف / صقر قريش:1998 - النهر:1998-حسين - الوجه الآخر للقمر:1998 - أوراق من المجهول:1998-رضا أبو العيون - أيام الضحك والدموع / عائلة السكري:1998 - حكاية أمل:1998 - رد قلبي:1998-عبدالرحمن - سقوط الأقنعة:1998 - طائر في العنق:1998-سعيد زغلول - من كل بيت حكاية:1998 - جمهورية زفتى:1997 - عصر الأئمة:1997-محمد المعتصم - الوتد:1996 - خالتي صفية والدير:1996-عواد - عزبة المنيسي:1996 - لعبة الأيام:1996-حمدي - الضحية والجزار:1995-إبراهيم - الوهم والسلاح:1995 - ليالي الحلمية ج5:1995-المهندس مدحت | - الكرات الذهبية:1994 - أيام المنيرة:1994-حسني - حتى لا يغيب القمر:1994-سمير - الحضارة العربية الإسلامية:1993 - الوعد الحق:1993-مصعب بن عمير - أهل الطريق:1993-فؤاد - عصر الفرسان:1993 - ليالي الغربة:1993-أحمد - أيام الغياب:1992 - ساعة ولد الهدى:1992 - علي عليوة:1992 - شموع لا تنطفئ:1991 - ضمير أبلة حكمت:1991-سيف - إسطبل عنتر:1990 - البعض يتسلّق الهرم:1990-أحمد - ضحى:1990 - عشاق لا يعرفون الحب:1990 - مخلوق اسمه المرأة:1990 - ثمن الخوف:1988 - صور من الحياة (أم المعوقين):1988 - نور الإيمان:1988 - الزنكلوني:1987 - بين القصرين:1987-محمد كامل - أيام حلوة مرة:1986-المهندس أحمد - بلاغ للنائب العام: قصة حب:1986-وجيه - رحلة السيد أبو العلا البشري:1986 - لا إله إلا الله ج2:1986 - الجدران الدافئة:1985 - حالة خاصة:1985 - عالم عم أمين:1983 - الاختبار - البحث عن الأمان - حكايات من ألف ليلة وليلة - حكم الزمنصفوت - ظلال الخوف - عباد الرحمن - عباس وحكايته مع الناس - فجر ليل طويل - هي عندما تحب - وجاء الإسلام بالسلام - وقال الزمان |

### أفلام
- ساحر النساء:2023
- يوم العرض:2019
- شباب سبايسي:2005- عصام
- الكافير:1999- رجل مخابرات مصري
- ولا في النية أبقى:1999- بنداري
- ساعة الانتقام:1998-شكري ضابط الشرطة
- إشارة مرور:1996
- الكاس واحد:1996- رئيس المباحث
- المطربون في الأرض:1996
- بخيت وعديلة:2: الجردل والكنكة
- ليلة ساخنة:1995- محقق رئيس المباحث
- وداعا للعزوبية:1995- مراد
- أحلامنا الحلوة:1994
- الصاغة:1994- د. مجدي
- الطريق إلى إيلات:1994-نقيب بحري حاتمضفدع بشري
- المرأة الأخطبوط:1993
- المجنونة والحب:1992
- كباب ولكن:1990- منصور
- حكاية تو:1989
- دقات على بابي:1989
- اللعب بالنار:1988- ضابط بوليس
- مدرسة الحب:1988
- الصبر في الملاحات:1986- أحمد أخو عتريس

### مسلسل إذاعي
- بينى وبينك:2021
- الليث بن سعد:2018
- مفيد عايش:2018
- ما وراء النهر:2016
- الإمام محمد عبده:2012
- واحة الغروب:2012
- أهلا يا باشا:2007
- أبو العروسة
- الأشرفية
- البطل والساقية
- The Telephone
- الثلاجة
- السيل
- العبور
- رفعت الجلسة
- شاليه على البحيرة
- صقر السويس
- ملاعيب علي الزيبق

### سهرة تليفزيونية
- أمواج تحت السطح:2006
- اللحظة الأخيرة:2005-وائل
- جدتي زوزو:2003-أحمد
- لن أتزوج زميلي:2001
- اللغز:2000-مجدي
- بسيوني تحت القبة:2000-علي حسنين
- الآنسة بوابة:1998
- إنهم يقتلون الحب:1998-عادل
- وعادت زوجتي:1995-الصحفي مراد
- مقتل نجمة:1994
- ساعة بعمر إنسان:1993-محسن-إبن العم
- قرص أسبرين:1989
- ابن القرية:1988
- حلال المشاكل:1985
- قطار العمر السريع:1985
- احلام عم سيد
- الاختيار المر
- التوأمعادل أخو مها
- الحب كما أعرفه
- الحياة لها بقيةد.صفوت الحقيقي
- الرقص خلف العدسة
- السؤالحسين(بربر)
- خالتي كريمة وعمو حسين
- ذات يوم ذات شهر ذات سنة
- رحلة الخوف والحنانالنقيب عصام
- زوجتك نفسيحمدي
- قيد لا ينكسر
- لالئ
- محاكمة عم حسان
- وجهة نظر

### مسرحية
- عبور وانتصار:2017-عم حسين بديل ناصر سيف
- خيل الحكومه:1994- رجل دوله
- البلطجيه:1988
- مجانين بالجملة
- مجانين فوق العادة

### أخرى
- Roof Cafe:2023
- قصص الكهف:2022
- حبيب الله:2016، 2017، 2018
- عزب شو:1998-وكيل النيابة
- جيران الهنا:1997-ضيف شرف
- ألف ليلة وليلة: وردشان وماندو:1986-شاندو